# Forum (Bavay)

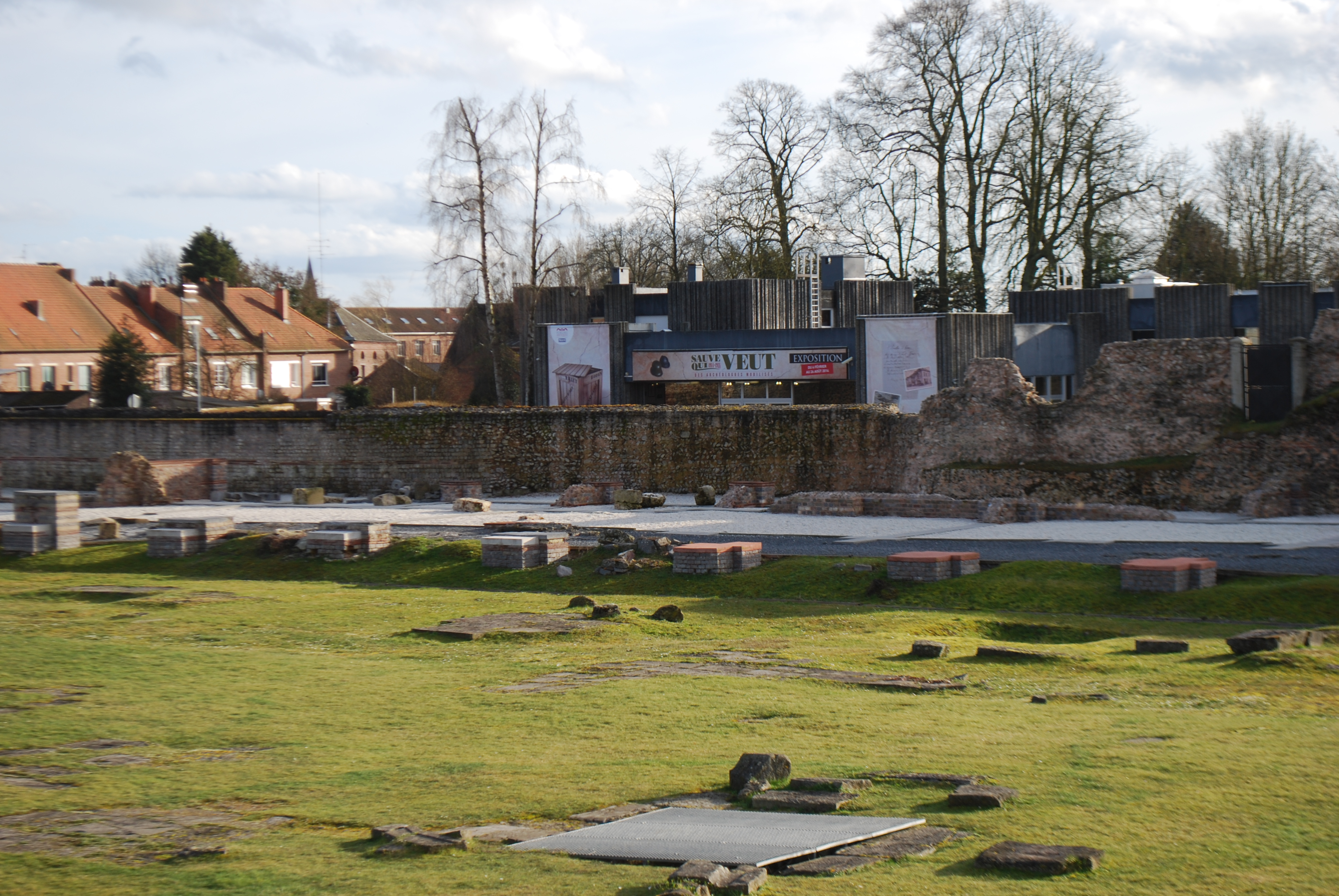
Ausgrabungen des Forums in Bavay

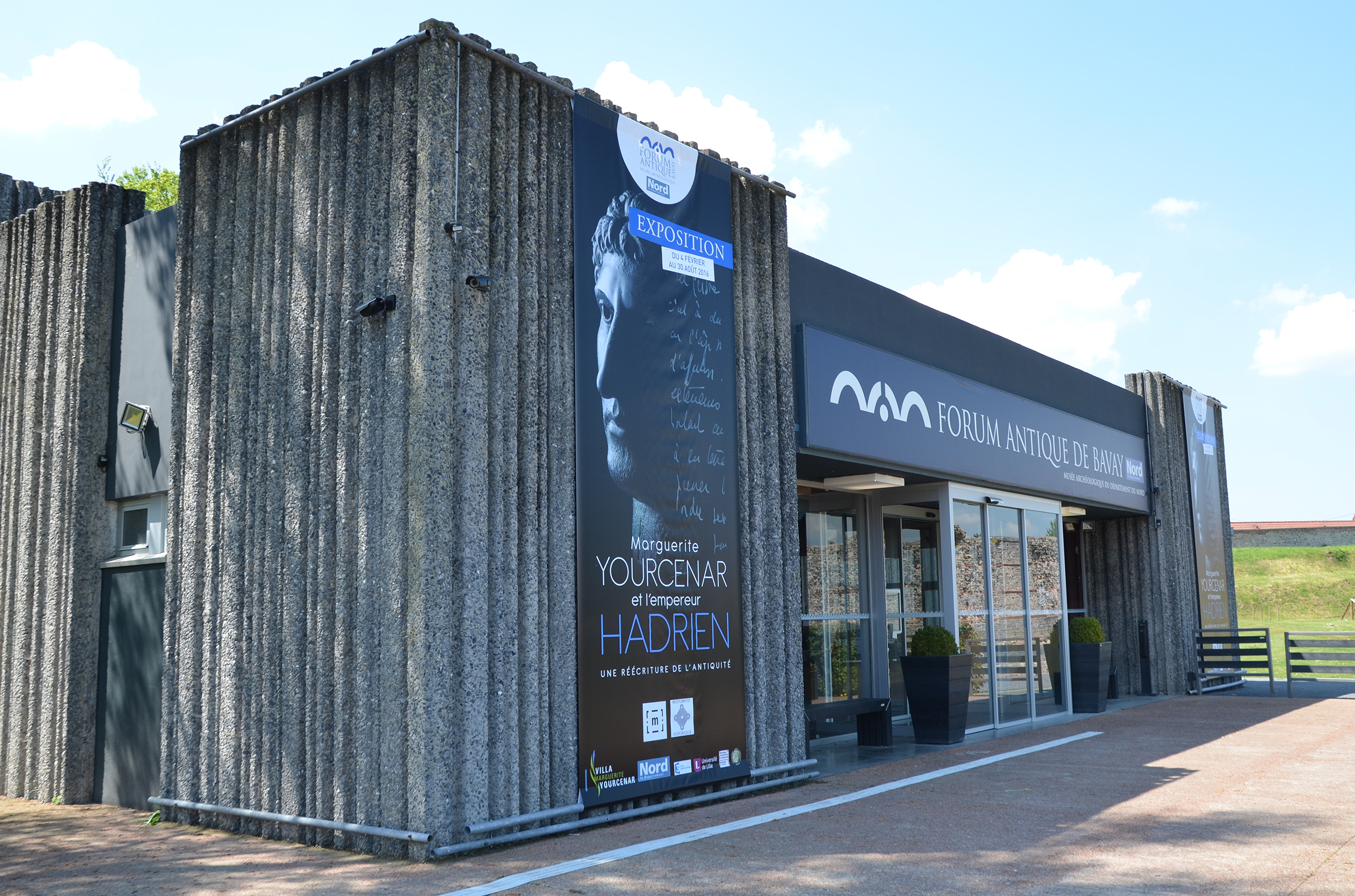
Museum mit den Ausgrabungsfunden

Das römische Forum in Bavay, heute eine französische Gemeinde im Département Nord in der Region Hauts-de-France, entstand während der römischen Kaiserzeit. Im Jahr 1992 wurde der Bereich der ehemaligen römischen Stadt als Monument historique unter Schutz gestellt.
Bavay war im Römischen Reich die Hauptstadt des keltischen Stammes der Nervier unter dem Namen Bagacum Nerviorum und ein wichtiger Straßenknotenpunkt. Unter anderem lief die Via Belgica durch Bagacum.
Das Forum wurde 1940 von Henri Bievelet entdeckt, nachdem Bavay zu Beginn des Zweiten Weltkriegs von deutschen Bombenangriffen teilweise zerstört worden war und der Untergrund dadurch offen lag. Es konnten Reste einer Basilika, des eingegrenzten Platzes mit Kryptoportikus und eines Tempels gefunden werden. 
Die Basilika hatte eine Länge von 98 Meter. Das an drei Seiten bebaute Forum hatte eine Breite von circa 100 Meter und eine Länge von 240 Meter. Ende des 3. Jahrhunderts wurde der Bereich des Forums als Schutz mit Befestigungsanlagen ausgestattet. Im Jahr 430 gibt es die letzte Überlieferung zur Existenz des Forums bzw. des befestigten Ortes an der Straßenverbindung nach Köln.
Im Jahr 1976 wurde das neu erbaute römische Museum eröffnet, das viele Ausgrabungsfunde zeigt und die antike Geschichte des Ortes darstellt.